# Zamarada undimarginata
Zamarada undimarginata är en fjärilsart som beskrevs av W. Warren 1897. Zamarada undimarginata ingår i släktet Zamarada och familjen mätare. Inga underarter finns listade i Catalogue of Life.